# Дерево культурной груши

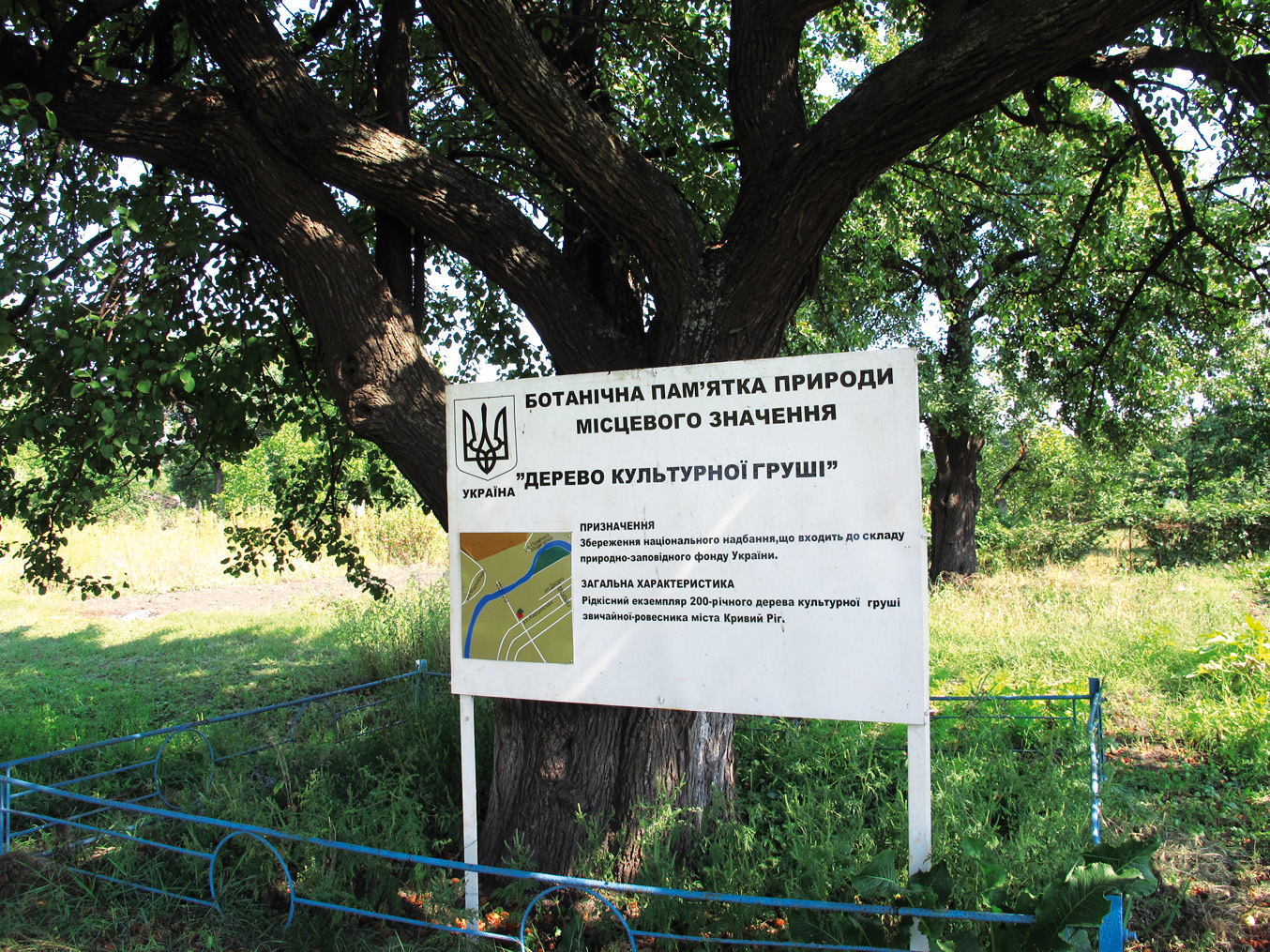
Информационный щит

Дерево культурной груши (также — груша с 1789 года) — ботанический памятник природы местного значения в Саксаганском районе Кривого Рога.

## История
Груша растёт с 1789 года.
По одной версии была посажена мещанином Герасимом Харитоновым. По другой — посажена в конце XVIII века предками нынешних Харитоновых — пермяками, переселившимися на земли Запорожского казачества. Зачинатель рода Семён Емельянович Харитонов был садовником у помещицы Шмаковой.
Дерево было в ведении рудоуправления имени Кирова, теперь — АТ «ММК имени Ильича» ГОК «Укрмеханобр».
Объявлена объектом природно-заповедного фонда решением исполкома Днепропетровского областного совета от 17 декабря 1990 года № 469.

## Характеристика
Высота дерева 10 м, диаметр кроны 15 м. 
Расположена в историческом районе Екатериновка Саксаганского района во дворе В. Ф. Харитонова по Харцызской улице № 138.
Дерево до сих пор плодоносит.